# Prêmios e condecorações da Civil Air Patrol

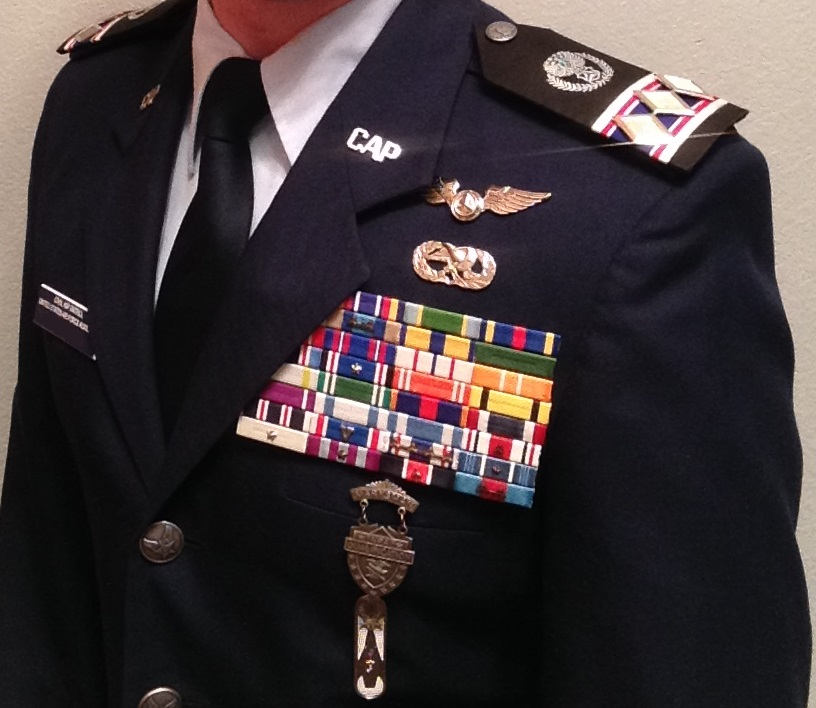
Um Coronel Cadete da Civil Air Patrol (CAP), vestindo uniforme de serviço ao estilo da Força Aérea, com prêmios ganhos e condecorações tanto da USAF quanto da CAP.

Os prêmios e condecorações da Civil Air Patrol são "concebidos para reconhecer o heroísmo, o serviço e as realizações do programa" dos membros da Civil Air Patrol (CAP) dos Estados Unidos. A CAP é a força auxiliar oficial da Força Aérea dos Estados Unidos. Esses prêmios são feitos para melhorar o "esprit de corps" dos membros.
Esses prêmios são todos usados na forma de medalhas ou barretas e são consideradas condecorações civis. Os regulamentos da "Civil Air Patrol" permitem que eles sejam usados e exibidos apenas em uniformes da CAP apropriados. Para ser considerado para um desses prêmios, o indivíduo deve ser um membro em dia com a CAP no momento do reconhecimento do ato. Há um estatuto de limitações para esses prêmios e todas as recomendações devem ser submetidas em no máximo 2 anos da prática do ato.
É possível que parentes de pessoas falecidas recebam prêmios a que um membro tinha direito, mas que não recebeu. Conselhos de revisão de prêmios são estabelecidos nos níveis de região, ala, grupo e esquadrão para considerar recomendações para todos os prêmios e condecorações.

## Condecorações

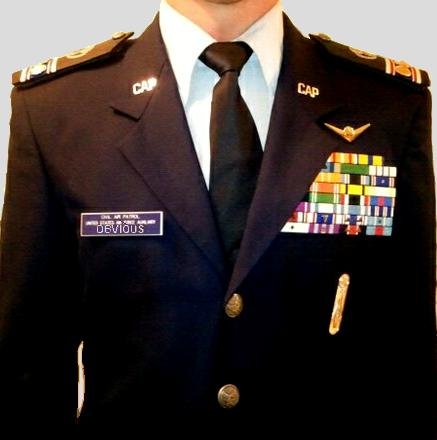
Exemplo de membro da Patrulha Aérea Civil usando prêmios e condecorações no lado esquerdo do terno.

Qualquer membro da Civil Air Patrol pode propor uma recomendação para a concessão de uma condecoração. Os membros que iniciam uma recomendação devem ter conhecimento de um ato ou serviço que mereça reconhecimento. As indicações são submetidas pelos Comandantes de unidade " Unit  commander" aos Comandantes de ala "Wing  commanders", destes para os Comandantes regionais "Region commanders", e destes para o Conselho Nacional de Revisão de Prêmios "National Awards Review Board" que fará uma análise e submeterá as indicações ao Comandante Nacional "National Commander" que é responsável pela seleção final.
Existe uma hierarquia de quais comandantes podem conceder qual condecoração, por exemplo: o Comandante Nacional pode conceder o "Distinguished Service Award" (entre outros), o Comandante Regional pode conceder o "Exceptional Service Award" (entre outros), o Comandante de Ala pode conceder o "Commander’s Commendation Award" (entre outros), e o Comandantes de Grupo pode conceder apenas o "CAP Achievement Award".
Condecorações para Comandantes são analizadas pelo Comitê Executivo Central, As Medalhas: de Prata de Bravura, de Bronze de Bravura e de Serviço Distinto, são exceções e devem ser aprovadas por unanimidade pelo comitê. Os anúncios das condecorações premiadas são feitos em ações de pessoal publicadas pela Sede Nacional do CAP.

## Barretas
Essas são as barretas concedidas pela Civil Air Patrol:

### Cadetes

#### Programa de formação básica
Os primeiros 4 marcos do Programa de Cadetes da Civil Air Patrol representam a conclusão de cada fase:
| Condecorações do Programa de Cadetes |                               | |
| Modelo                               | Nome                          | Notas |
|                                      | Wright Brothers Award         | É concedido ao cadete quando é concluída a Fase I (aprendizagem), e promoção ao grau de "Cadet Staff Sergeant (C/SSgt)".   |
|                                      | Brig Gen Billy Mitchell Award | É concedido ao cadete quando é concluída a Fase II (liderança), e promoção ao grau de "Cadet Second Lieutenant (C/2d Lt)". |
|                                      | Amelia Earhart Award          | É concedido ao cadete quando é concluída a Fase III (comando), e promoção ao grau de "Cadet Captain (C/Capt)".             |
|                                      | General Ira C. Eaker Award    | É concedido ao cadete quando é concluída a Fase IV (executiva), e promoção ao grau de "Cadet Lieutenant Colonel".          |

#### Prêmios por conquistas de cadetes
Esses prêmios são concedidos a cadetes que passam nos testes de unidade e também acompanham o avanço de série. Os cadetes que se tornam membros seniores podem usar apenas a barreta de conquista mais alta em seu uniforme de membro sênior.
| Condecorações por conquistas de cadetes |                                        | |
| Modelo                                  | Nome                                   | Notas |
|                                         | General Carl A. Spaatz Award           | O Prêmio Spaatz é o mais alto e honroso pode receber, ele é concedido a cadetes que "concluam com sucesso todas as fases do programa de cadetes CAP e do exame do Prêmio General Carl A. Spaatz", consistindo em um exame escrito abrangente de liderança e educação aeroespacial, uma dissertação com notas e um teste de aptidão física. Apenas 0,5% dos cadetes conseguiram este prêmio. Em julho de 2019, apenas 2.234 cadetes o haviam conquistado desde o início do prêmio em 1964.                       |
|                                         | Neil Armstrong Achievement             | O Neil Armstrong Achievement é concedido por completar com sucesso os requisitos específicos da Conquista 8 na Fase II do programa de cadetes da Civil Air Patrol. Acompanha a promoção a Cadet Chief Master Sergeant. Uma estrela de prata é usada na barreta para denotar a conclusão do crédito de honra durante a promoção. |
|                                         | Dr. Robert H. Goddard Achievement      | O Dr. Robert H. Goddard Achievement é concedido por completar com sucesso os requisitos específicos da Conquista 7 na Fase II do programa de cadetes da Civil Air Patrol. Acompanha a promoção a Cadet Chief Master Sergeant. Uma estrela de prata é usada na barreta para denotar a conclusão do crédito de honra durante a promoção. |
|                                         | General Jimmy Doolittle Achievement    | O Neil Armstrong Achievement é concedido por completar com sucesso os requisitos específicos da Conquista 6 na Fase II do programa de cadetes da Civil Air Patrol. Acompanha a promoção a Cadet Senior Master Sergeant. Uma estrela de prata é usada na barreta para denotar a conclusão do crédito de honra durante a promoção. |
|                                         | Achievement 5                          | O Achievement 5 é concedido por completar com sucesso os requisitos específicos da Conquista 5 na Fase II do programa de cadetes da Civil Air Patrol. Acompanha a promoção a Cadet Senior Master Sergeant. Uma estrela de prata é usada na barreta para denotar a conclusão do crédito de honra durante a promoção. |
|                                         | Captain Eddie Rickenbacker Achievement | O Captain Eddie Rickenbacker Achievement é concedido por completar com sucesso os requisitos específicos da Conquista 4 na Fase II do programa de cadetes da Civil Air Patrol. Acompanha a promoção a Cadet Technical Sergeant. Uma estrela de prata é usada na barreta para denotar a conclusão do crédito de honra durante a promoção. |
|                                         | Wright Brothers Award                  | O Wright Brothers Award é concedido por completar com sucesso os requisitos específicos da Fase I do programa de cadetes da Civil Air Patrol. Ele marca a transição de um cadete para o status de "oficial não comissionado" - "non-commissioned officer" no programa de cadete da CAP e acompanha a promoção ao grau de Cadet Staff Sergeant. |
|                                         | Mary Feik Achievement                  | O Mary Feik Achievement é concedido por completar com sucesso os requisitos específicos da Conquista 3 na Fase I do programa de cadetes da Civil Air Patrol. Acompanha a promoção a Cadet Senior Airman. Uma estrela de prata é usada na barreta para denotar a conclusão do crédito de honra durante a promoção. |
|                                         | General H. H. "Hap" Arnold Achievement | O General H. H. "Hap" Arnold Achievement é concedido por completar com sucesso os requisitos específicos da Conquista 2 na Fase I do programa de cadetes da Civil Air Patrol. Acompanha a promoção a Cadet Airman First Class. Uma estrela de prata é usada na barreta para denotar a conclusão do crédito de honra durante a promoção. |
|                                         | General J. F. Curry Achievement        | O General J. F. Curry Achievement é concedido por completar com sucesso os requisitos específicos da Conquista 1 na Fase I do programa de cadetes da Civil Air Patrol. Os cadetes devem passar no teste de aptidão física, concluir com sucesso o teste "Aprendendo a liderar" capítulo 1 e ter participado de pelo menos 1 classe de desenvolvimento de caráter. Acompanha a promoção a Cadet Airman. Uma estrela de prata é usada na barreta para denotar a conclusão do crédito de honra durante a promoção. |

### Sêniors

#### Professional development awards
Para cumprir sua missão, a Civil Air Patrol exige de seus associados sênior uma participação informada e ativa, treinada em liderança, gestão e tarefas funcionais. O "Programa de Desenvolvimento Profissional" para membros sênior da CAP, é dividido em 4 níveis, e os prepara para servir suas unidades, suas comunidades e seu país. As barretas de desenvolvimento profissional são concedidas pela Sede Nacional da Civil Air Patrol para denotar o nível de realização que um membro sênior atingiu neste programa.
| Condecorações por desenvolvimento profissional |                                   | |
| Modelo                                         | Nome                              | Notas |
|                                                | Membership Award Ribbon           | É o prêmio de desenvolvimento profissional mais básico no programa CAP, é concedido a qualquer membro sênior que conclua com sucesso o Curso de Orientação nível I.                      |
|                                                | Leadership Award Ribbon           | É concedido aos membros seniores do CAP que concluem o treinamento para receber uma classificação de técnico em uma das 26 especialidades.                                               |
|                                                | Bronze Star for Leadership Ribbon | Se os membros seniores do CAP obtiverem uma classificação "sênior" em um curso de especialidade, eles estão autorizados a usar uma estrela de bronze na barreta Leadership Award Ribbon. |
|                                                | Silver Star for Leadership Ribbon | Se os membros seniores do CAP obtiverem uma classificação "mestre" em um curso de especialidade, eles estão autorizados a usar uma estrela de prata na barreta Leadership Award Ribbon.  |

#### Prêmios por conquistas de sêniores
Esses prêmios são concedidos a cadetes que passam nos testes de unidade e também acompanham o avanço de série. Os cadetes que se tornam membros seniores podem usar apenas a barreta de conquista mais alta em seu uniforme de membro sênior.
| Condecorações por conquistas de seniores |                                | |
| Modelo                                   | Nome                           | Notas |
|                                          | Gill Robb Wilson Award         | Implementado em 1964, o Gill Robb Wilson Award é o maior prêmio no programa de desenvolvimento profissional, é concedido aos membros seniores que concluem o quinto nível de treinamento no "Programa de Desenvolvimento Profissional para Membros Seniores". Uma medalha em miniatura está disponível para os membros usarem em seus uniformes de gala. |
|                                          | Paul E. Garber Award           | O Paul E. Garber Award, é concedido aos membros seniores que concluem o quarto nível de treinamento no "Programa de Desenvolvimento Profissional para Membros Seniores". Uma medalha em miniatura está disponível para os membros usarem em seus uniformes de gala.                                                                                      |
|                                          | Grover Loening Aerospace Award | O Grover Loening Aerospace Award, é concedido aos membros seniores que concluem o terceiro nível de treinamento no "Programa de Desenvolvimento Profissional para Membros Seniores". O Prêmio Loening é um pré-requisito para consideração para promoção de desempenho de serviço ao grau de capitão na CAP.                                             |
|                                          | Benjamin O. Davis, Jr. Award   | O Benjamin O. Davis, Jr. Award, é concedido aos membros seniores que concluem o segundo nível de treinamento com classificação "mestre" no "Programa de Desenvolvimento Profissional para Membros Seniores". O Prêmio Davis é um pré-requisito para consideração para promoção de desempenho de serviço ao grau de primeiro tenente na CAP.              |

### Realizações pessoais
Essas são as condecorações e prêmios condedidos por realizações pessoais:
| Condecorações por realizações pessoais |                                           | |
| Modelo                                 | Nome                                      | Notas |
|                                        | Silver Medal of Valor                     | É a mais alta condecoração que um membro da CAP pode receber; concedida por "ação heróica distinta e conspícua, com risco de vida, acima e além da chamada do dever normal".                                                                             |
|                                        | Bronze Medal of Valor                     | É concedida aos membros da CAP por "ação heróica distinta e conspícua onde o perigo para si é provável e conhecido". |
|                                        | Distinguished Service Medal               | É concedida por "desempenho conspícuo de serviço destacado em um dever de grande responsabilidade onde o cargo que ocupou e os resultados obtidos refletem nas realizações e prestígio da CAP a nível nacional".                                         |
|                                        | Exceptional Service Award                 | É concedida aos membros da CAP que prestam "serviço excepcionalmente excelente à CAP, em qualquer das ações que a CAP execute". |
|                                        | Meritorious Service Award                 | É concedida aos membros da CAP por "realização notável ou serviço meritório prestado especificamente em nome da CAP". |
|                                        | Commander's Commendation Award            | É concedida aos membros da CAP por "desempenho de serviço excepcional, onde realizações e serviços são clara e inequivocamente excepcionais quando comparados a realizações semelhantes e serviço de membros de posição e responsabilidade semelhantes". |
|                                        | Achievement Award                         | É concedida aos membros da CAP quando "as circunstâncias de seu desempenho estão acima e além das dos pares do membro, mas não são suficientes para justificar uma Commander's Commendation Award".                                                      |
|                                        | Certificate of Recognition for Lifesaving | É concedida aos membros da CAP que ""que salvam uma vida humana, mas não cumprem os critérios para a Bronze Medal of Valor ou a Silver Medal of Valor".                                                                                                  |
|                                        | National Commander’s Unit Citation Award  | É concedida aos membros da CAP que "que salvam uma vida humana, mas não cumprem os critérios para a Bronze Medal of Valor ou a Silver Medal of Valor".                                                                                                   |
|                                        | Unit Citation Award                       | É concedida aos membros da CAP por "serviço excepcionalmente meritório ou realização excepcionalmente notável". |

### Prêmios de educação aeroespacial
Os prêmios de educação aeroespacial são entregues a membros seniores que se destacam em promover os aspectos educacionais da missão da Civil Air Patrol. Esses dois prêmios são feitos para reconhecer a conclusão de etapas no programa de desenvolvimento profissional relacionadas especificamente à educação aeroespacial.
| Prêmios de educação aeroespacial |                                                                                   | |
| Modelo                           | Nome                                                                              | Notas |
|                                  | A. Scott Crossfield Award                                                         | O Crossfield Award é concedido aos membros que "obtiveram a classificação de nível mestre na área de especialização em educação aeroespacial e atuaram como oficiais de educação aeroespacial". Este prêmio não vem com medalha em tamanho real. Consiste em uma barreta e um certificado. Uma medalha em miniatura está disponível para os membros comprarem para usar em seus uniformes de gala. |
|                                  | Brigadier General Charles E. "Chuck" Yeager Aerospace Education Achievement Award | O Yeager Award é concedido aos membros sênior que concluirem com êxito o "Programa de Educação Aeroespacial para Membros Seniores" - "Aerospace Education Program for Senior Members" (AEPSM) da Civil Air Patrol. Isso é avaliado por meio de um teste que os membros mais antigos podem concluir on-line ou por meios tradicionais. Após a validação dos resultados do teste, um certificado é emitido pela ala do associado. Este prêmio não vem com uma medalha de tamanho real. Uma medalha em miniatura - para usar em seus uniformes de gala - e a barreta podem ser adquiridas por membros individuais em fontes comerciais apropriadas. |

### Barretas de serviços de emergência
As barretas para serviços de emergência são entregues a membros cadetes ou seniores que se destacam com qualificações e participações em misões de serviços de emergência. A ênfase deve ser colocada nas contribuições da tripulação aérea, mas não precisa se concentrar nos pilotos e observadores da missão.
| Barretas para serviços de emergência |                              | |
| Modelo                               | Nome                         | Notas |
|                                      | Rescue Find Ribbon           | O Rescue "Find" Ribbon é concedido a qualquer membro da CAP por seu comandante de ala por fazer uma descoberta (com ou sem socorro) em uma missão de busca e salvamento. Uma descoberta de emergência envolve uma aeronave caída ou pessoas desaparecidas em perigo. |
|                                      | Air Search and Rescue Ribbon | O Air Search and Rescue Ribbon é concedido a membros que participam ativamente de pelo menos 10 saídas de busca e salvamento, com um broche de bronze concedido para cada 10 saídas adicionais. Todas as saídas devem apoiar uma missão real de busca e salvamento autorizada pelas autoridades competentes. |
|                                      | Counterdrug Ribbon           | O Counterdrug Ribbon é concedido a membros sênior que participam ativamente de pelo menos 10 saídas de operações antidrogas, com um broche de bronze concedido para cada 10 saídas adicionais, substituído por um de prata depois de 50 saídas adicionais. Os cadetes estão proibidos de participar de operações antidrogas. |
|                                      | Disaster Relief Ribbon       | O Disaster Relief Ribbon é concedido pela participação em cinco missões de socorro a desastres e conclusão de dois cursos designados de treinamento em socorro a desastres. A barreta também pode ser concedida para a conclusão de um curso de socorro a desastres e 40 horas de treinamento ou operações de socorro a desastres. A participação deve ser constatada pelo comandante no local. |
|                                      | Homeland Security Ribbon     | O Homeland Security Ribbon é concedido pela participação em dez saídas de Segurança Interna, conforme definido pela organização encarregada, que são do interesse da defesa e/ou segurança dos Estados Unidos. Todos os membros que participam da missão em qualquer posição podem ser elegíveis para a barreta. O pessoal que desempenha funções, como suporte de base ou funções de pessoal, pode ser creditado com uma saída para cada 8 horas de participação, mas não pode exceder duas saídas por período de 24 horas. Broches podem ser adicionados à barreta para a participação em cada dez saídas adicionais. |

### Barretas de atividade e serviço
Os comandantes regionais concedem barretas de atividade e serviço aos membros da equipe da região e membros da sede da região.
Os comandantes de ala concedem barretas de atividade e serviço aos membros de suas equipes e para membros de unidades dentro de suas alas. A autoridade para conceder essas barretas de atividade e serviço pode ser delegada a comandantes de grupo e esquadrão, a critério do comandante da ala.
| Barretas para serviços de emergência |                               | |
| Modelo                               | Nome                          | Notas |
|                                      | Command Service Ribbon        | O Command Service Ribbon é concedido para membros seniores que tenham servido pelo menos 1 ano contínuo de serviço como comandante - de esquadrão, grupo, ala, etc. A barreta básica é concedida para serviço como comandante de esquadrão. Uma estrela de bronze é adicionada para denotar o serviço como comandante de grupo, uma estrela de prata para comandante de ala e uma estrela de ouro para comandante de região. Duas estrelas douradas serão usadas para denotar serviço como Comandante Nacional. Apenas um nível de comando pode ser mostrado na barreta. |
|                                      | Red Service Ribbon            | O Red Service Ribbon é concedido a qualquer membro, cadete ou sênior em situação regular, que tenha sido membro do programa por dois anos. Um broche de bronze é adicionado após mais 3 anos adicionais (total de 5 anos), e mais um para cada 5 anos adicionais até 15 anos, depois disso um broche com numeral a partir de 20 com incrementos de 5 denotando a longevidade em serviço. |
|                                      | Community Service Award       | O Community Service Award é concedido para membros seniores e cadetes que completam 60 horas de serviço comunitário. O serviço comunitário é realizado fora da Civil Air Patrol e é verificado por outra pessoa que não o membro. A sede da CAP autoriza o uso de um broche de bronze para cada 60 horas adicionais de serviço comunitário. |
|                                      | Cadet Advisory Council Ribbon | O Cadet Advisory Council Ribbon é concedido aos membros principais de um conselho consultivo (CAC). Um cordão de ombro é usado enquanto esse membro é o representante principal do conselho, enquanto a barreta continua a ser usada mesmo depois que o cadete não está mais no CAC. |

### Barretas de programas
Essas barretas são concedidas aos membros por participarem ou liderarem as "Atividades Nacionais Especiais para Cadetes - "National Cadet Special Activities".
| Barretas para o programa de cadetes |                                               | |
| Modelo                              | Nome                                          | Notas |
|                                     | Encampment Ribbon                             | O Encampment Ribbon é concedido a todos os cadetes que concluem com sucesso um acampamento de patrulha aérea civil (80% de todas as atividades). Um broche de bronze é concedido aos funcionários e oficiais cadetes que lideram o acampamento. |
| versão atual versão anterior        | Cadet Special Activities Ribbon               | O Cadet Special Activities Ribbon é concedido a cadetes e oficiais que participam das "National Cadet Special Activities". Os participantes devem ser identificados pelo oficial de projeto da Civil Air Patrol e aprovados pelo comandante regional do membro. Cada atividade subsequente é representada por uma estrela de bronze afixada na barreta básica. Os cadetes que ganham esta barreta podem continuar a usa-la como um membro sênior.      |
|                                     | National Cadet Competition Ribbon             | O National Cadet Competition Ribbon é concedido a cadetes pela participação como membro da equipe na Competição Nacional de Cadetes. A barreta básica será usada pelo vencedor da competição de ala e/ou cadetes selecionados para representar a ala em uma competição regional. Uma estrela de bronze será aposta para os vencedores da competição regional, e uma estrela de prata será usada pelos vencedores da competição nacional.               |
|                                     | National Cadet Color Guard Competition Ribbon | O National Cadet Color Guard Competition Ribbon é concedido a cadetes pela participação como membro da equipe no National Color Guard Competition. A barreta básica será usada pelo vencedor da competição de ala e/ou cadetes selecionados para representar a ala em uma competição regional. Uma estrela de bronze será aposta para os vencedores da competição regional, e uma estrela de prata será usada pelos vencedores da competição nacional. |
|                                     | International Air Cadet Exchange Ribbon       | O International Air Cadet Exchange Ribbon é concedido a cadetes e escoltas de oficiais que participam do "International Air Cadet Exchange" (IACE) fora dos limites continentais dos Estados Unidos. O IACE é um programa aberto a cadetes com 17 anos ou mais que receberam o prêmio Earhart (capitães cadetes e acima) para visitar os países estrangeiros participantes.                                                                            |

### Prêmios de cadetes
Esses prêmios são concedidos a cadetes com base em avaliações anuais e/ou conquistas no setor de recrutamento.
| Barretas de cadetes |                                                                     | |
| Modelo              | Nome                                                                | Notas |
|                     | Air Force Association Award to Unit Cadet of the Year               | O Air Force Association Award to Unit Cadet of the Year é o prêmio da "Air Force Association" - "Associação da Força Aérea" reconhecendo um cadete com atuação excepcional por unidade a cada ano. |
|                     | Air Force Sergeants Association Award to Unit Cadet NCO of the Year | O Air Force Association Award to Unit Cadet of the Year é concedido ao "Outstanding CAP Cadet Noncommissioned Officer of the Year" - "Melhor oficial cadete não comissionado do ano da CAP". Um prêmio anual estabelecido pela "Air Force Sergeants Association" - "Associação de Sargentos da Força Aérea", para reconhecer o destaque do "Cadete Oficial Não Comissionado" (NCO) da CAP em cada esquadrão. |
|                     | VFW Award for Unit Cadet Officer of the Year                        | O VFW Award for Unit Cadet Officer of the Year é concedido pela "Veterans of Foreign Wars" (VFW) reconhecendo a excelência em oficiais cadetes da CAP por meio desse prêmio anual ao oficial cadete de destaque em cada esquadrão da CAP. Os comandantes de esquadrão CAP podem indicar um oficial cadete a cada ano, submetendo a indicação ao VFW, detalhando as realizações, boas condições acadêmicas, progresso satisfatório no programa de cadete CAP, demonstrando desempenho notável no serviço comunitário e no programa de cadetes (aeroespacial e liderança). O cadete também deve ter demonstrado: caráter moral elevado, alto nível de profissionalismo na aparência e em ações patrióticas, promover ativamente o americanismo, além de demonstrar potencial de crescimento (assumir níveis mais elevados de responsabilidade). Um cadete só pode receber este prêmio uma única vez.                                                     |
|                     | VFW Award for Unit Cadet NCO of the Year                            | O VFW Award for Unit Cadet NCO of the Year é concedido pela "Veterans of Foreign Wars" (VFW) reconhecendo a excelência em oficiais cadetes não comissionados da CAP "Non-Commissioned Officers" (NCO) por meio desse prêmio anual ao oficial cadete NCO de destaque em cada esquadrão da CAP. Os comandantes de esquadrão CAP podem indicar um oficial cadete a cada ano, submetendo a indicação ao VFW, detalhando as realizações, boas condições acadêmicas, progresso satisfatório no programa de cadete CAP, demonstrando desempenho notável no serviço comunitário e no programa de cadetes (aeroespacial e liderança). O cadete também deve ter demonstrado: caráter moral elevado, alto nível de profissionalismo na aparência e em ações patrióticas, promover ativamente o americanismo, além de demonstrar potencial de crescimento (assumir níveis mais elevados de responsabilidade). Um cadete só pode receber este prêmio uma única vez. |
|                     | Cadet Recruiter Ribbon                                              | O Cadet Recruiter Ribbon é concedido a cadetes que recrutam duas ou mais pessoas (cadetes ou membros seniores) para a Civil Air Patrol. Para cada dois membros adicionais recrutados, um broche de bronze pode ser usado na barreta. Quando um cadete ganha cinco broches de bronze, eles podem ser substituídos por um broche de prata. Os broches de bronze não são mais usados após o recebimento de um fecho de prata. Para cada dez novos cadetes recrutados depois disso, um broche de prata adicional pode ser usado na barreta. |

## Frank F. Borman Falcon Award (obsoleto)
| Barretas de cadetes |                              | |
| Modelo              | Nome                         | Notas |
|                     | Frank F. Borman Falcon Award | O Frank F. Borman Falcon Award era concedido aos ex-cadetes que concluíram o Prêmio Spaatz e que tomaram as medidas subsequentes para se tornarem americanos dinâmicos e líderes aeroespaciais. Especificamente: 1) ter sido admitido em qualquer academia do serviço militar e concluído com êxito o segundo ano de instrução; 2) ter sido admitido em um "Reserve Officers' Training Corps" (ROTC) avançado de qualquer serviço militar em uma faculdade de universidade credenciada; ou 3) tenha se tornado um membro sênior ativo da CAP por em pelo menos um ano e ser recomendado pelo Comandante da unidade. Esse prêmio foi descontinuado em 1979. Membros seniores que tenham recebido esse prêmio, são autorizados a continuar usando a barreta correspondente. |

## Air Force Organizational Excellence Award (período específico)
| Barreta de reconhecimento da Civil Air Patrol pela USAF |                                           | |
| Modelo                                                  | Nome                                      | Notas |
|                                                         | Air Force Organizational Excellence Award | O Air Force Organizational Excellence Award foi inicialmente concedido pela USAF aos membros cadetes ou seniores que estiveram em serviço ativo entre 01 de outubro de 2012 e 31 de agosto de 2016 mantendo um bom desempenho por pelo menos um dia durante esse intervalo de 47 meses. Foi na realidade um reconhecimento às realizações e conquistas da Civil Air Patrol e suas "Alas" "Wings". |

## Insígnias
Conforme descrito no "Manual do Uniforme CAPM 39-1", as insígnias são categorizadas em quatro atividades: aviação, ocupacional, especialidade e serviço. Algumas insígnias podem indicar um nível de habilidade acima do básico com um dispositivo de classificação afixado na parte superior. Uma "estrela" indica uma habilidade sênior. Uma "estrela com coroa de louros" indica mestre (ex. Equipe de solo) ou comando (ex. Piloto).

### Insígnias de Aviação

#### Aeronáutica
- Airplane pilot
- Balloon pilot
- Glider pilot
- Airplane solo
- Pre-solo
- Cadet model rocketry
- sUAS pilot

#### Equipe aérea
- Observer
- Aircrew

### Insígnias Ocupacionais

#### Capelão
- Buddhist
- Christian
- Jewish
- Muslim

#### Equipe de terra
- Ground Team

#### Comandante de incidentes
- Incident Commander

#### Legal
- Legal Officer

#### Medicina
- Medical Officer
- Nurse Officer
- Paramedic
- EMT-Intermediate
- EMT-Basic

### Insígnias de Especialidade
- Administration
- Aerospace Education
- Cadet Programs
- Character Development
- Communication
- Emergency Services
- Finance
- Historian
- Information Technology
- Inspector General
- Logistics
- Operations
- Personnel
- Professional Development
- Public Affairs
- Recruiting
- Safety

### Insígnias de Serviço
- Senior Advisory Group
- CAP Command Council
- National Executive Committee
- National Board
- National Staff

### Pins de Comando
- Group Commander
- Squadron Commander

### Prêmios Cyber e STEM
- Cyber Badge (Basic, Intermediate, and Advanced)
- Stem Badge (Basic, Intermediate, and Advanced)

## Fitas (guias)
Para os "Rangers":
|  |  | E o pessoal médico |

Nota: Essas fitas de Ranger podem ser usadas apenas no "Battle Dress Uniform" (BDU) - "uniforme de batalha" ou no "uniforme de campo corporativo CAP". Essas fitas estão sendo descontinuadas, e já não são autorizadas para uso no "Airman Battle Uniform" (ABU) - "Uniforme de Batalha do Aviador", exceto em uma atividade da "Hawk Mountain Ranger School" (HMRS) a partir de 23 de agosto de 2021.

## Cordões
Esses são os cordões, formalmente "alamares", usados para indicar que um determinado cadete recebeu uma posição notável em um programa CAP. 

### NACIONAL
Conselho Consultivo de Cadetes - "Cadet Advisory Council" (CAC)
- Representante principal para um CAC de grupo (ou oficial CAC de nível de grupo não nomeado como o representante principal para sua ala) - cordão verde Kelly [durante o mandato]
- Representante principal para um CAC de ala (ou oficial CAC de nível de ala não nomeado como o representante principal para sua região) - cordão vermelho [durante o mandato]
- Representante principal para um CAC regional (ou um oficial CAC de nível regional não nomeado como o representante principal para o nacional) - cordão azul [durante o mandato]
- Representante principal ou oficial CAC nacional - cordão de ouro [durante o mandato]

Porta bandeira / equipe de treino
- Cordão branco

Guarda de honra
- Cordão de prata

### Cordões específicos de ala
TEXAS WING
- Cordão azul real e Jay Blue - ALS - Escola de Treinamento do Aviador [C/Amn GT e acima podem usar]
- Cordão azul real e vermelho - CTEP - Non-Commissioned Officer Academy [C/SSgt e acima podem usar, com exceção de C/SrA com créditos de acampamento]
- Corda azul real and Yellow - CTEP - Senior Non-Commissioned Officer Academy [C/MSgt e acima podem usar]
- Cordão azul real e Branco - CTEP - Escola de Treinamento de Oficiais [C/2ndLt e acima podem usar]
- Cordão azul real e prata metálica - CTEP - Escola de Comando e Estado-Maior de Cadetes [C/Capt e acima podem usar]
- Cordão verde musgo - Comandante Cadete do Esquadrão [durante o serviço como Comandante Cadete]
- Cordão verde musgo e branco - Comandante do Cadete do Acampamento [restante do programa cadete]
- Cordão preto - Escola de especialidade de busca e resgate terrestre / Lone Star Emergency Services Academy Basic [restante do programa cadete]
- Cordão preto e ouro - Escola de especialidade de busca e resgate terrestre / Lone Star Emergency Services Academy Advanced [restante do programa cadete]
- Cordão azul real e verde musgo - Esquadrão de Treinamento Avançado - Acampamento [restante do programa cadete]

FLORIDA WING
- Cordão dourado - Melhor Cadete do Ano da Ala (Fase IV)
- Cordão ouro e preto - Fase I, II e III Cadete do ano
- Cordão verde e branco - Cadete de Destaque do Ano (Grupo e Esquadrão)
- Cordão branco e azul - Membros do Grupo / Porta bandeira do Esquadrão
- Cordão azul e ouro - Membros da Wing Honor Society
- Cordão azul e ouro com ponta de níquel - Wing Honor Society Members of Distinction

As insígnias individuais podem restringir o uso de cordões de algumas cores.

### Aide de Camp
O Cordão de Ombro da USAF "Aide de Camp" será usada na manga esquerda pelos membros (Sênior e Cadete) servindo como "Aides de Camp" ("Ajudante de Ordens") para Oficiais Generais. Esse cordão só será usado quando estiver atuando como "Aide de Camp" e será removido quando não estiver ativamente envolvido nas funções de um "Aide de Camp". O cordão só será usado no uniforme de serviço. Tradicionalmente, esse cordão é dourado.

## Condecorações da Segunda Guerra Mundial
Em 30 de maio de 2014, um projeto de lei autorizando a "CAP Congressional Gold Medal" foi assinado pelo presidente Barack Obama (Senate Bill S309 e House Bill HR 755). O projeto de lei concede uma medalha ao coletivo de membros da Civil Air Patrol que serviram durante o período de 7 de dezembro de 1941 a 2 de setembro de 1945, tanto para os membros vivos quanto para as famílias dos membros falecidos.
As seguintes barretas foram concedidas aos membros pelo serviço como membro da Civil Air Patrol durante a Segunda Guerra Mundial. Os membros que os ganharam podem continuar a usá-los, embora eles não sejam mais emitidos.
| Barretas da Segunda Guerra Mundial |                                                | |
| Modelo                             | Nome                                           | Notas |
|                                    | Wartime Service Ribbon                         | O Wartime Service Ribbon, criado em 1982, foi concedido aos membros do CAP que serviram durante a Segunda Guerra Mundial em qualquer uma de várias funções. Essa barreta substituiu várias outras (instituídas em 1954) para atividades específicas durante a Segunda Guerra Mundial, listadas a seguir. |
|                                    | AntiSubmarine Coastal Patrol Ribbon (obsoleto) | O Anti-Submarine Coastal Patrol Ribbon, criado em 1954, foi concedido a membros que patrulhavam a costa do Atlântico para ataques de submarinos inimigos durante a Segunda Guerra Mundial. Esta barreta não está mais disponível, mas ainda é usada por aqueles que a conquistaram.                      |
|                                    | Southern Liaison Patrol Ribbon (obsoleto)      | O Southern Liaison Patrol Ribbon, criado em 1954, foi concedido a membros que patrulhavam a fronteira sul dos Estados Unido durante a Segunda Guerra Mundial. Esta barreta não está mais disponível, mas ainda é usada por aqueles que a conquistaram.                                                   |
|                                    | Tow-Target & Tracking Ribbon (obsoleto)        | O Tow-Target & Tracking Ribbon, criado em 1954, foi concedido a membros que pilotaram aeronaves que rebocavam alvos de artilharia aérea para auxiliar no treinamento do pessoal do Exército dos EUA. Esta barreta não está mais disponível, mas ainda é usada por aqueles que a conquistaram.            |
|                                    | Courier Ribbon (obsoleto)                      | O Courier Ribbon, criado em 1954, foi concedido a membros que transportaram mensagens, material e pessoal com demanda de urgência. Esta barreta não está mais disponível, mas ainda é usada por aqueles que a conquistaram.                                                                              |
|                                    | Forest Patrol Ribbon (obsoleto)                | O Forest Patrol Ribbon, criado em 1954, foi concedido a membros que patrulharam a fronteira norte dos Estados Unidos contra ataques inimigos. Esta barreta não está mais disponível, mas ainda é usada por aqueles que a conquistaram.                                                                   |
|                                    | Missing Aircraft Ribbon (obsoleto)             | O Missing Aircraft Ribbon, criado em 1954, foi concedido a membros que serviram como parte da equipe de busca e salvamento de aeronaves abatidas dentro das fronteiras dos Estados Unidos. Esta barreta não está mais disponível, mas ainda é usada por aqueles que a conquistaram.                      |